# Zamek Palanka

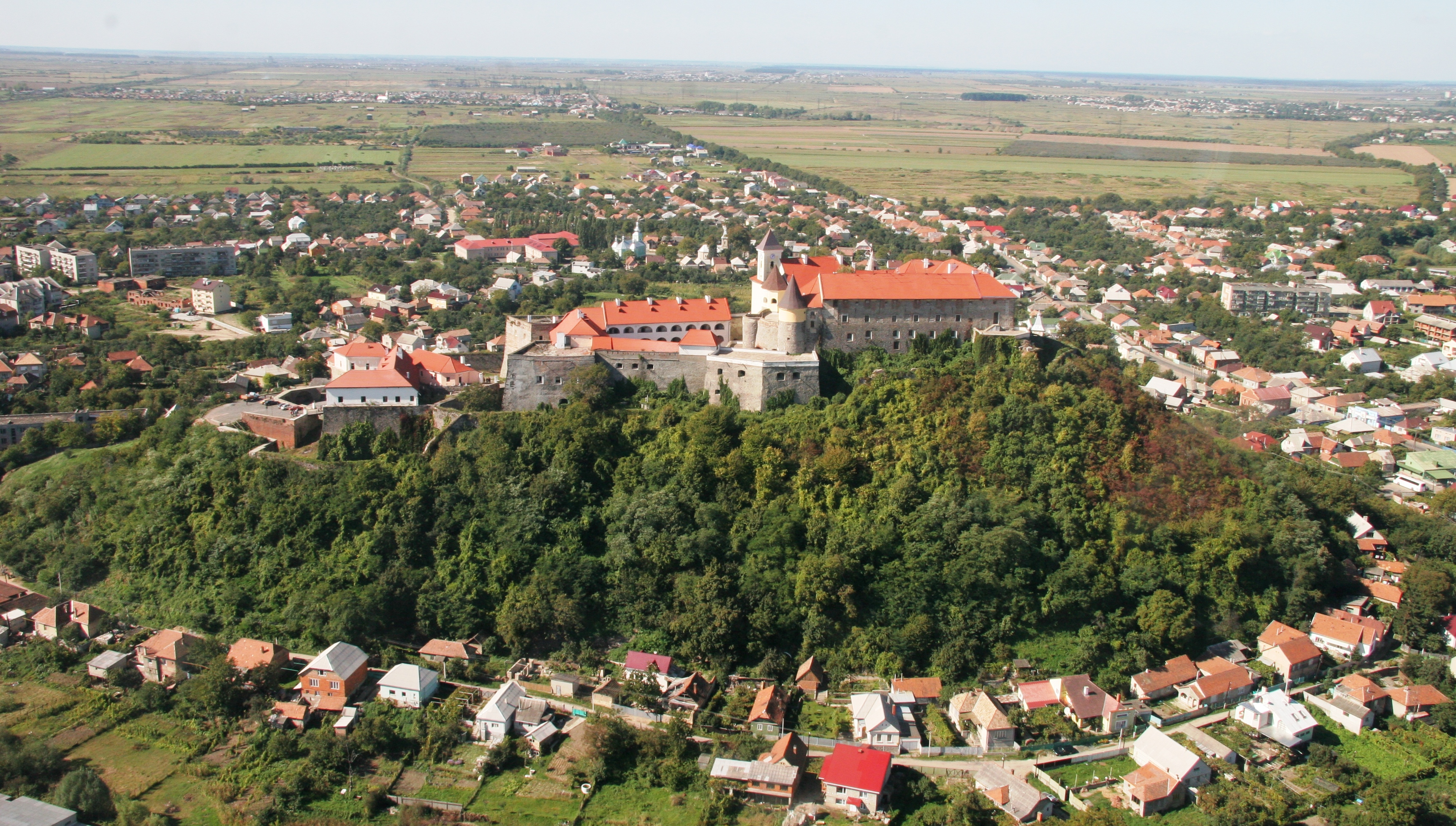
Zamek Palanka

Zamek Palanka (także Palanok; ukr. Замок Паланок, Zamok Pałanok, węg. Munkács vára) – zamek w Mukaczewie na Zakarpaciu.

## Historia zamku
Zamek wzniesiono na rozkaz króla Węgier Beli IV w XIII wieku, po najeździe tatarskim lat 1240–1241. Zamek miał strzec wschodnich rubieży Królestwa Węgier przed najazdami tatarskimi. Panujący w Mukaczewie w latach 1396–1414 książę Fiodor Koriatowicz rozbudował i umocnił twierdzę. Zamek został zdobyty dwa razy, po raz pierwszy w 1514 podczas chłopskiego powstania Jerzego Dozsy. W tym okresie zamek często zmieniał właścicieli, aż w 1633 zamek kupił książę Siedmiogrodu Jerzy I Rakoczy. Za panowania Rakoczych zamek nieustannie wzmacniano i odnawiano.
W czerwcu 1682 roku książę Siedmiogrodu Imre Thököly wziął ślub z Heleną Zrinską i w tym zamku odbyło się wesele. Zamek wyszedł zwycięsko z kilku oblężeń, z których najdłuższe trwało od 1685 do 1688. Zamek mukaczewski był ośrodkiem węgierskich powstań narodowych przeciw Habsburgom. Po klęsce ostatniego z nich w 1711 zamek wpadł w ręce Habsburgów, którzy w 1726 nadali go, wraz z całym dominium mukaczewsko-czynadijewskim, wiernemu sobie austriackiemu rodowi Schönborn. Zamek stał się ważnym ogniwem w systemie twierdz stanowiących militarną podstawę władzy Habsburgów nad Węgrami. Podczas wojen napoleońskich przechowywano w nim habsburskie klejnoty koronne.
W latach 1789–1897 zamek wykorzystywano jako ciężkie więzienie polityczne, jego więźniem był m.in. bojownik o wyzwolenie Grecji Aleksandros Ipsilantis. W roku 1848 został zdobyty przez powstańców, a ludność Mukaczewa uwolniła więźniów. Od 1926 na zamku mieściły się koszary, najpierw armii czechosłowackiej, później węgierskiej. Po II wojnie światowej zamkiem władała sowiecka policja polityczna, a w latach 60. XX wieku ulokowano tu szkołę rolniczą.

## Opis
Zamek stoi na samotnym wzgórzu w mukaczewskiej dzielnicy Palanka. Składa się z czterech części, stanowiących kolejne linie obrony: przedzamcza z suchą fosą i mostem zwodzonym, zamku niskiego z kolejną fosą, zamku średniego – koszar, arsenału i pomieszczeń gospodarczych oraz zamku wysokiego (starego). Do zamku wysokiego prowadził długi i wąski korytarz pod basztą, stanowiący pułapkę dla atakujących. Łączna powierzchnia zamku wynosi 13 930 m².
Jest zachowany w bardzo dobrym stanie, utrzymany i odnowiony. Większość z zachowanych części zamku pochodzi z początku XVII wieku. Od 1993 mieści się w nim muzeum historyczne i etnograficzne. Zamek jest jednym z najważniejszych zabytków Zakarpacia i jedną z największych atrakcji turystycznych tego regionu.
Na dziedzińcu zamku stoi brązowa statua Fiodora Koriatowicza.

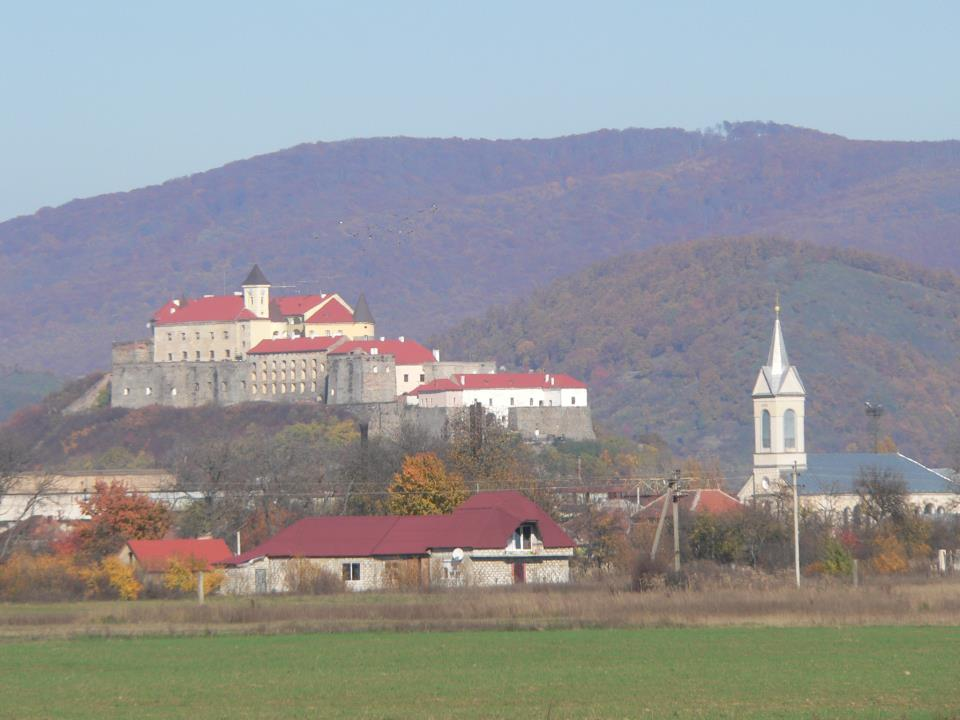
Zamek na tle Karpat
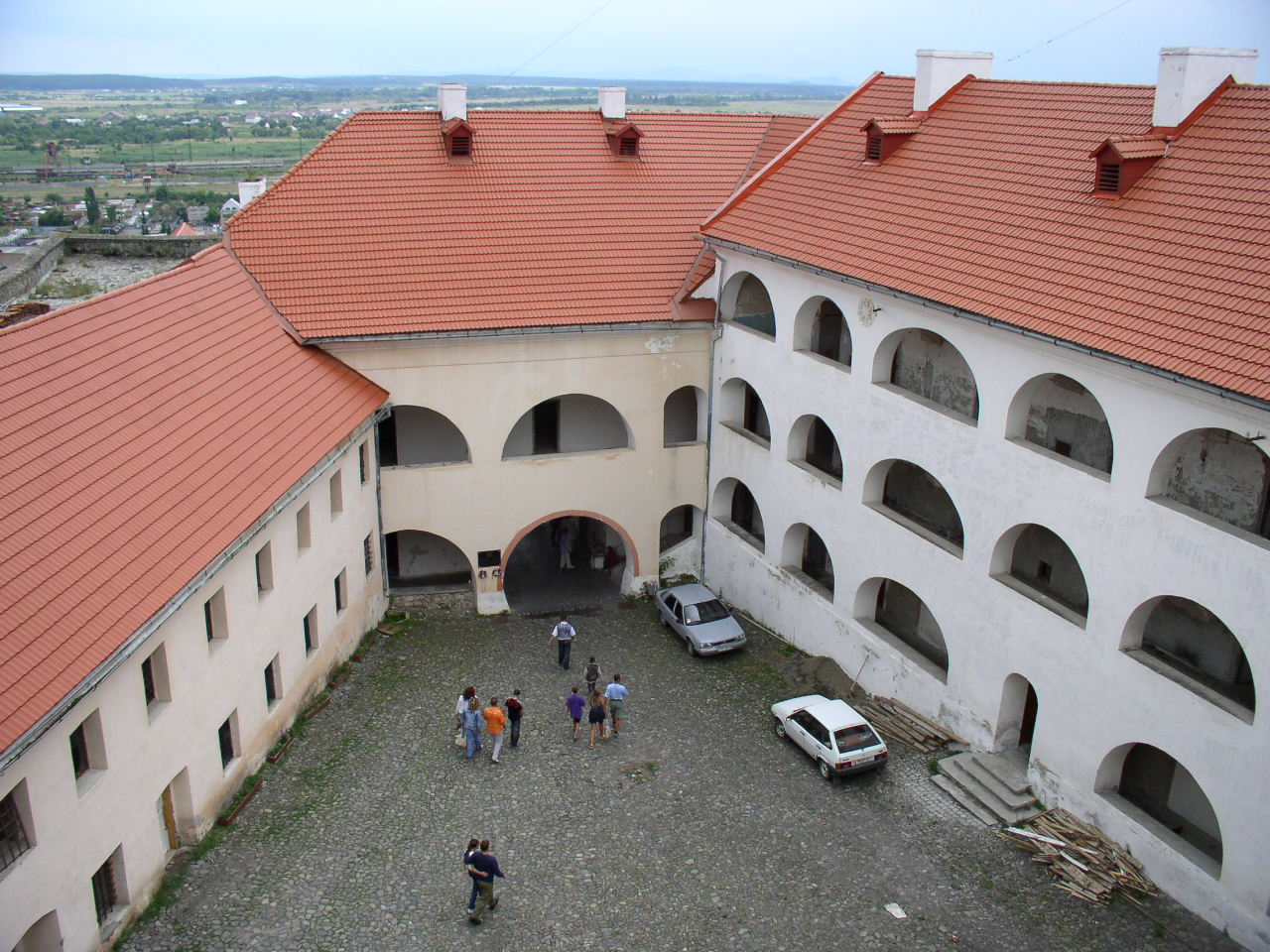
Dziedziniec zamku
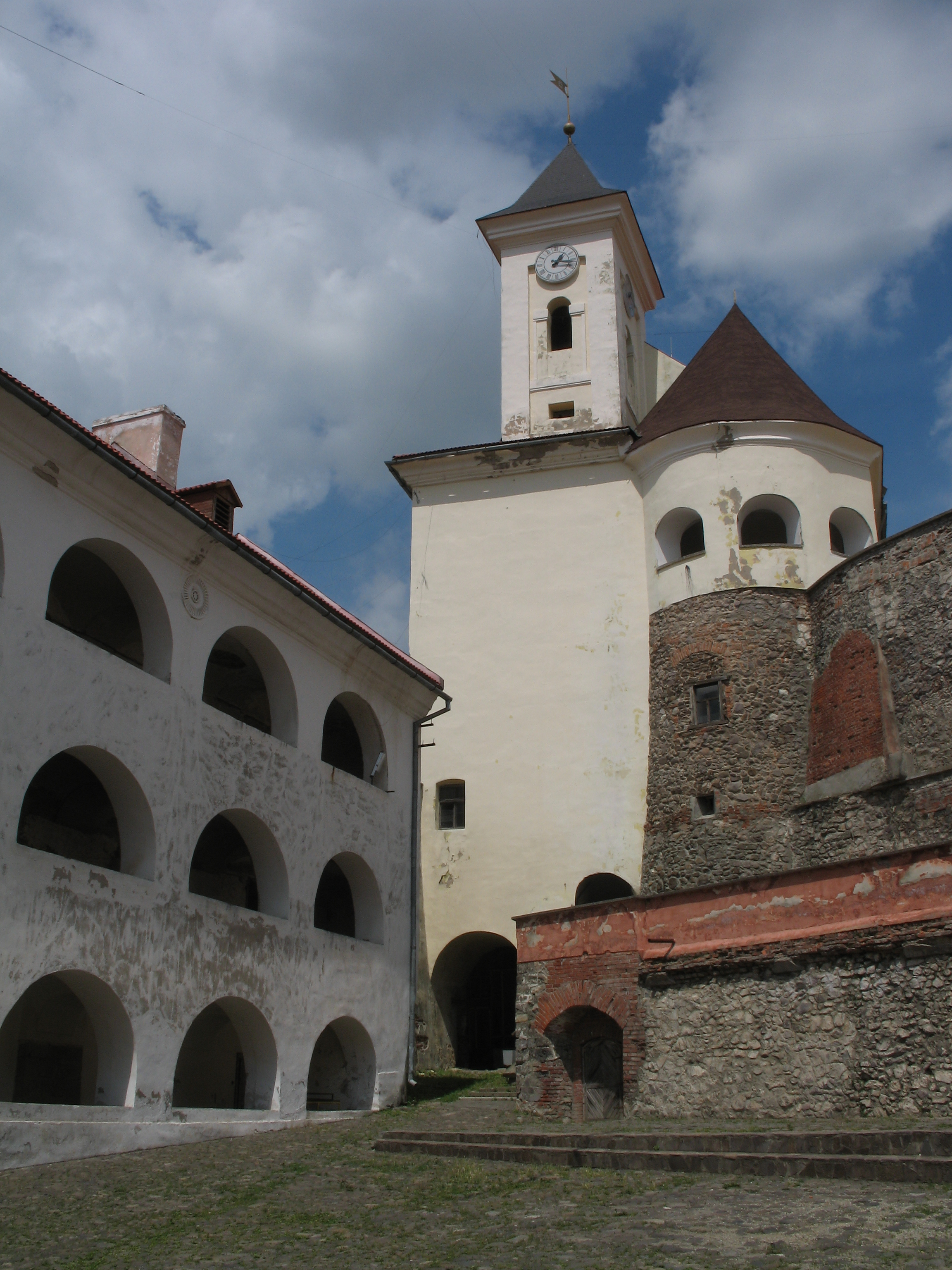
Baszta, zamek górny
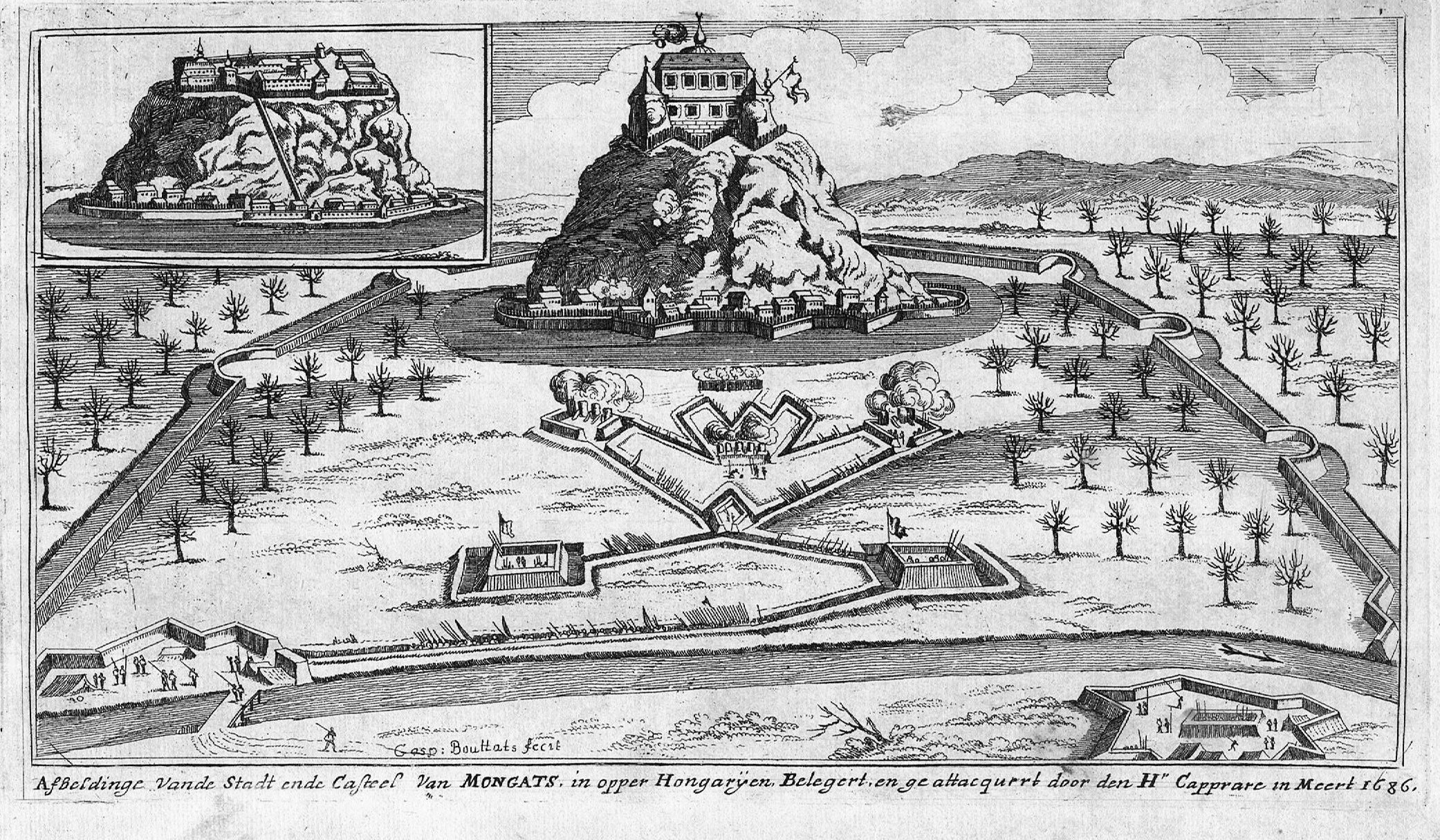
Oblężenie zamku w 1686 r.
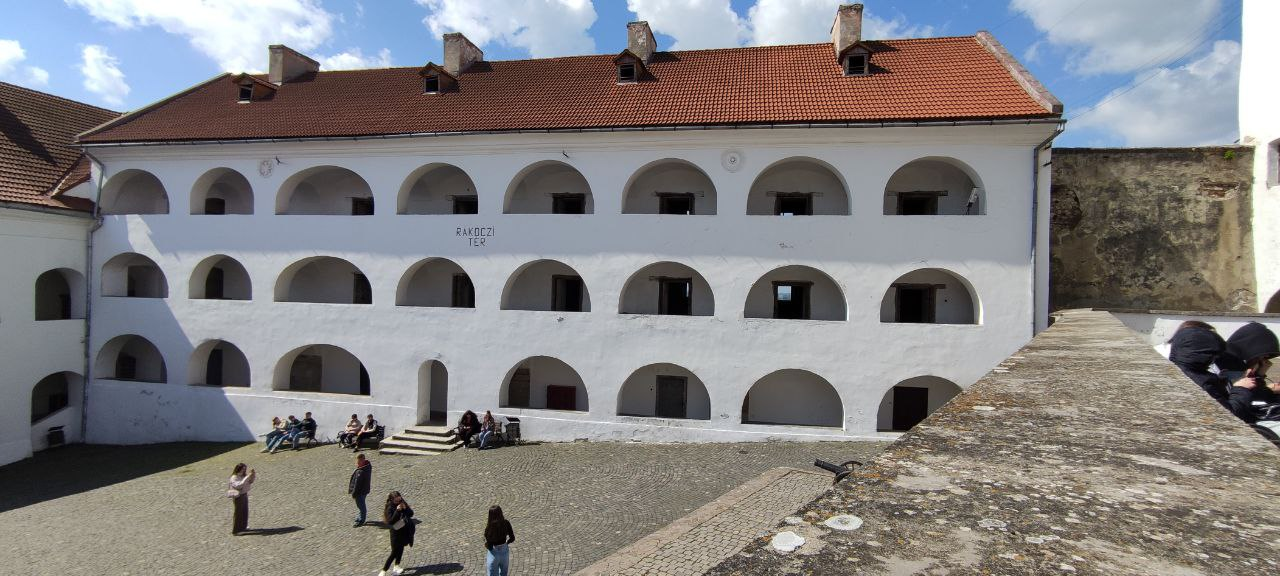
Dziedziniec wewnętrzny zamku Palanok
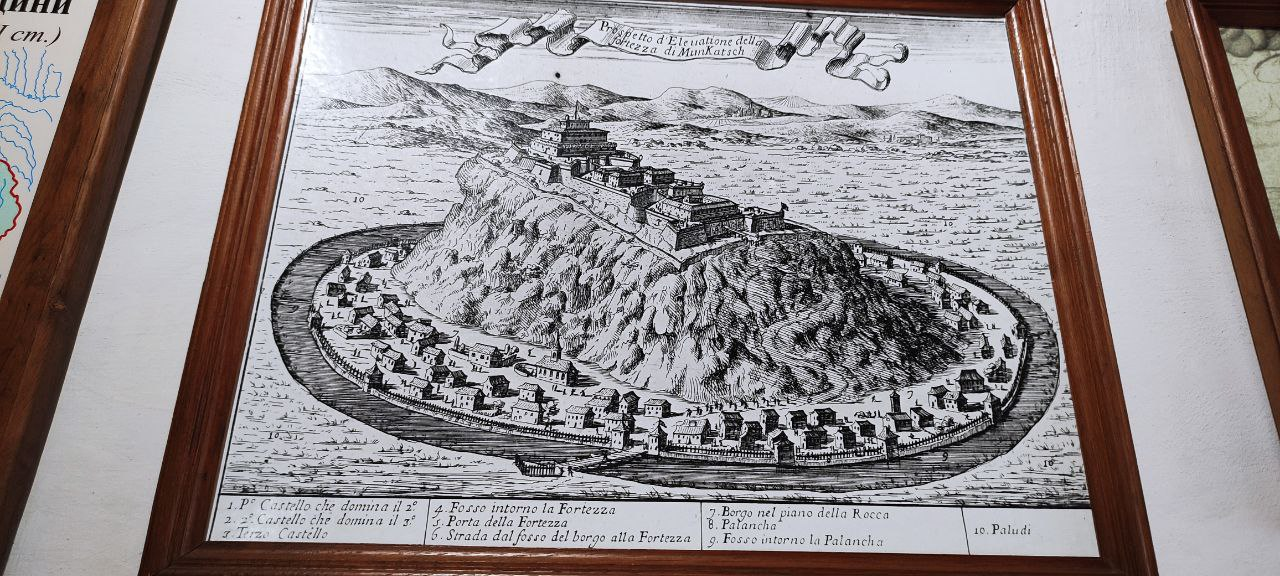
Zdjęcie ryciny zamku Palanok
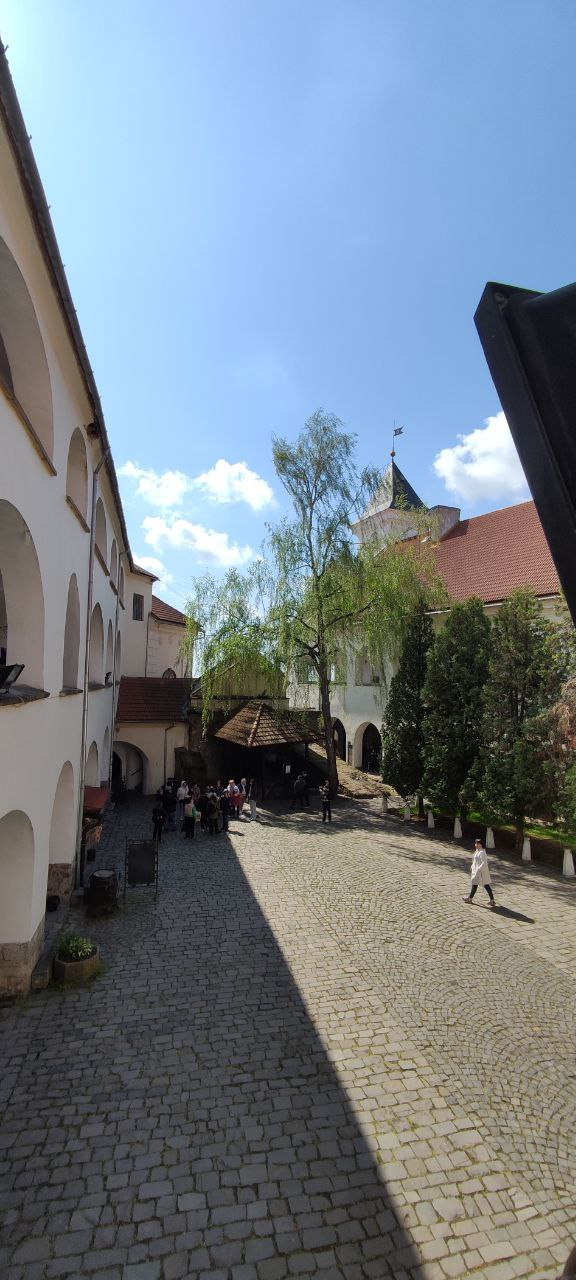
Dziedziniec górny zamku Palanok